# وادي البوانة
وادي البوانة (بضم الباء وفتح الواو) هو واد صغير من روافد وادي قنونا في تهامة في بلاد بني بحير الوهوب من بني رزق في بلاد قبيلة بلقرن، وتقع عليه قرية البوانة.